# Stage Struck
Stage Struck é um filme musical estadunidense de 1936 dirigido por Busby Berkeley e estrelado por Dick Powell, Joan Blondell e Warren William.